# 县城 (德国)
县城（發音：[ˈkʁaɪsˌʃtat] ⓘ），又称县治、县府，是德國县內作首府的城市。德國的每個县都下轄多個市鎮（Gemeinde），往往以其中一個较大的城市爲县政府所在地，其爲“县城”。
县城可以是不隶属于该县的非县辖城市，例如作为非县辖城市的凯撒斯劳滕市是凯撒斯劳滕县的首府，但凯撒斯劳滕市并不属于凯撒斯劳滕县。

## 舉例
杜塞爾多夫有70多萬人口，是北萊茵-西法倫州的一個非县辖城市。萊茵河對岸的諾伊斯只有15萬人口，所以聯合附近的多爾馬根（6萬多人）、格雷文布羅赫（6萬多人）、于兴（2萬多人）、卡爾斯特（4萬多人）、科申布羅赫（3萬多人）、梅爾布施（近6萬人）、羅默斯基興（1萬多人），組成了以諾伊斯爲县城的诺伊斯莱茵县，该县与杜塞爾多夫市平級。